# Ettadhamen (délégation)
Pour la ville, voir Ettadhamen.

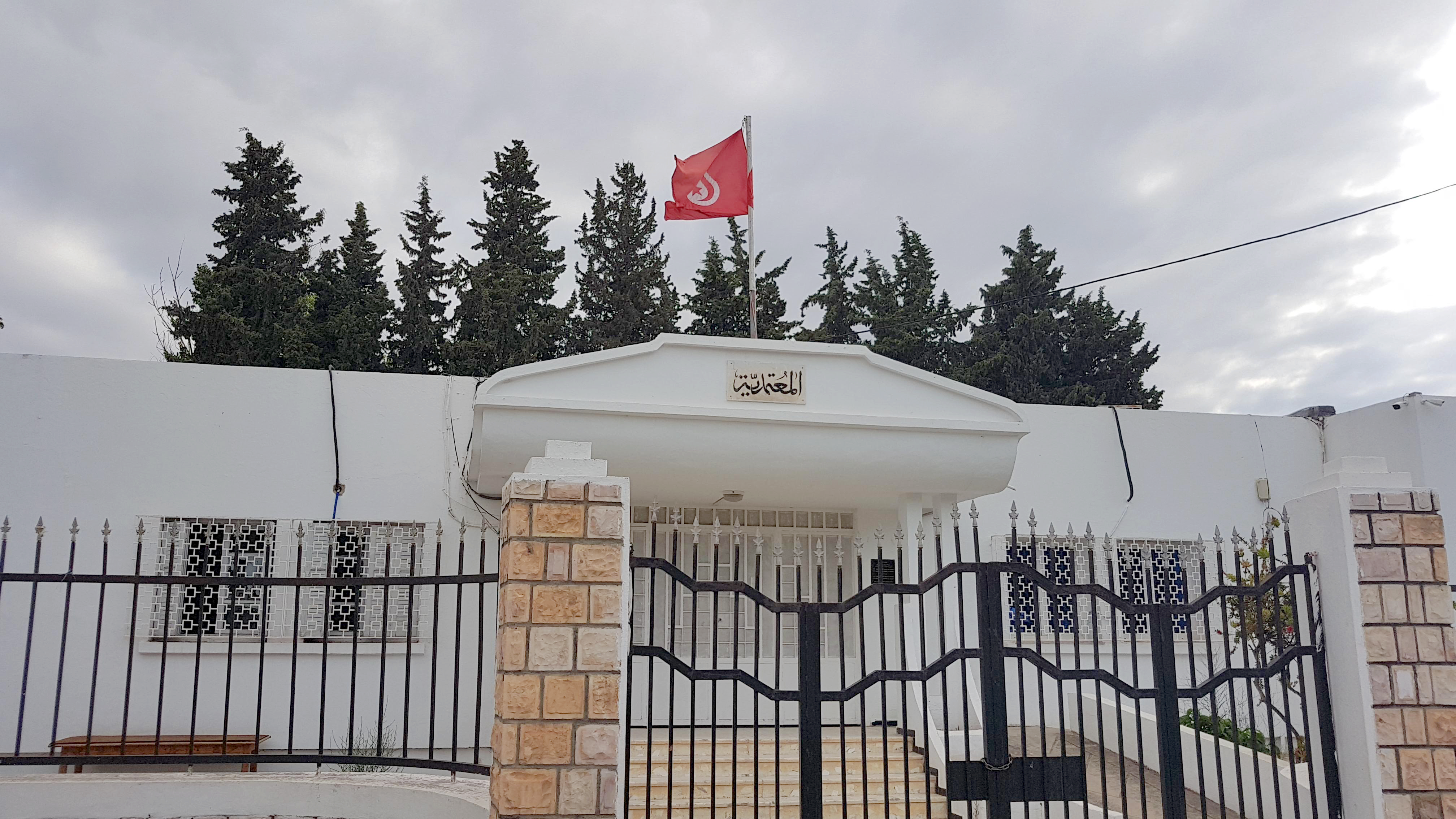
Siège de la délégation.

Ettadhamen est une délégation tunisienne dépendant du gouvernorat de l'Ariana.
En 2004, elle compte 78 311 habitants dont 40 245 hommes et 38 066 femmes répartis dans 17 119 ménages et 18 367 logements.